# 허미영
허미영(1982년 2월 6일 ~ )은 대한민국의 희극인이다. 2000년에 연극배우로 처음 데뷔했으며, 2015년 2월 남편 국회의원 보좌관 박모씨와 결혼했다.

## 학력
- 동국대학교 연극영화학과 (학사)

## 연기 활동

### 드라마
- 2009년 SBS E! 코믹시트콤 《초건방》
- 2012년 MBC 주말드라마 《아들 녀석들》 ... 이소영 역

### 뮤지컬
- 2010년 《우리는 개그맨이다》

### 방송
- 《개그콘서트》 (KBS2)
- 《개그 스타》 (KBS2)
- 《가족 오락관》 (KBS1)
- 《무한도전》 (MBC)
- 《아웃 도어 캠핑 고고씽》 (MBC스포츠 플러스)

### 음반
- 2004년 Africa-Pella
- 2007년 Nostalgia

## 같이 보기
- 김재욱
- 유상무
- 장동민
- 이상민
- 이상호
- 김시덕
- 장효인
- 장경희
- 김형은